# John Pollard
John M. Pollard (1941) is een wiskundige uit het Verenigd Koninkrijk, die een aantal algoritmen heeft opgesteld voor het ontbinden in factoren van grote getallen en voor de berekening van discrete logaritmen. Onder de door hem gevonden algoritmen zijn Pollards rho-algoritme en Pollards lambda-algoritme en ook een eerste versie van de speciale getallenlichamenzeef. De getallenlichamenzeef is intussen door anderen verbeterd. Pollard won in 1999 samen met John Gilmore en de Compaq Computer's Atalla Divisie de RSA Award.

## Websites
- John M Pollard's Home Page.
- Electronic Frontier Foundation. Outstanding Contributions in Mathematics, Industry and Public Policy Honored at Annual RSA Security Conference.